# La Souche
La Souche é uma comuna francesa na região administrativa de Auvérnia-Ródano-Alpes, no departamento de Ardèche. Estende-se por uma área de 31,52 km². Em 2010 a comuna tinha 383 habitantes (densidade: 12,2 hab./km²).